# Elsbeth Kupferoth
Elsbeth Kupferoth (* 29. Oktober 1920 in Berlin; † 4. November 2017 in München) war eine deutsche Designerin. Sie lebte in München und Italien. Sie ist die Mutter des Schauspielers Jan Niklas.

## Leben
Nach einem Studium an der Textil- und Modeschule Berlin, und am Deutschen Modeinstitut bei Maria May arbeitete Elsbeth Kupferoth als Illustratorin, unter anderem an der satirischen Nachkriegszeitschrift Eulenspiegel und in dem von Erich Kästner geleiteten Feuilleton der Neuen Zeitung. Ihre kritischen Zeichnungen in der US-Zeitschrift Look sorgten für Aufsehen. Entwürfe für das Mode-Atelier Heinz Schulze-Varell.
Sie arbeitete seit den 1950er Jahren als Designerin für Dekorationsstoffe und Tapeten in Europa, den USA und in Japan. Sie gründete 1956 in München, zusammen mit ihrem Mann, den Textil-Verlag Kupferoth-Drucke, in dem sie bis zu 100 Mitarbeiter beschäftigte. Das Unternehmen wurde 1985 verkauft. Sie arbeitete zusammen mit Stoffdruckereien und Tapetenherstellern, wie Pausa AG, AS, Marburger Tapeten und Bammental.
Im Jahr 1949 wurden ihre Stoffe bei der Werkbund-Ausstellung in Köln und 1954 in Reykjavík bei der Ausstellung Werkkunst in Deutschland gezeigt. Ihre Entwürfe wurden u. a. auch in einer eigenen Ausstellung im Landesgewerbemuseum in Stuttgart ausgestellt. Auf der Mailänder Triennale wurden ihre Designs ausgezeichnet. Das Londoner Victoria & Albert Museum hat mehrere ihrer Arbeiten in die Sammlung aufgenommen.
Elsbeth Kupferoth lebte und arbeitete zuletzt als freie Malerin in München.